# Dobanovci
Dobanovci (serb. Добановци) – przedmieście Belgradu, stolicy Serbii. Zamieszkuje je 8100 osób (2006). Jest ośrodkiem przemysłu spożywczego.